# 拉芬斯堡县
拉芬斯堡县（德語：Landkreis Ravensburg）是德国巴登-符腾堡州的一个县，隶属于蒂宾根行政区，首府拉芬斯堡。拉芬斯堡县是巴登-符腾堡州面积第二大的县，仅次于奥特瑙县。

## 地理
拉芬斯堡县北面与比伯拉赫县，东面与巴伐利亚州的下阿尔高县和梅明根市，南面与巴伐利亚州的上阿尔高县和林道县，西南面与博登湖县，西面与锡格马林根县相邻。